# Isla de Bugaia
Isla de Bugaia (en inglés: Bugaia Island) es una isla en el norte del lago Victoria. Pertenece al estado africano de Uganda, administrativamente depende del Distrito de Mukono cerca del centro del país. No debe confundirse con la Isla Bugala del  Distrito de Kalangala.